# Conjunt d'edificis Vall-roig
El Conjunt d'edificis Vall-roig és una obra del moviment modern de Cerdanyola del Vallès (Vallès Occidental) inclosa a l'Inventari del Patrimoni Arquitectònic de Catalunya.

## Descripció
Conjunt de 577 habitatges de 95m² format per quatre blocs que formen dos espais públics interiors i un carrer per a vianants intermedi d'ús comercial. L'estructura general consta d'una successió de murs perpendiculars a la façana que es superposen a la mateixa estructura. Això s'aconsegueix mitjançant murs longitudinals fets amb panells prefabricats de formigó (sistema "Modubelton" de construcció industrialitzada). Aquests panells poden ser dissenyats autònomament segons raons compositives i constructives. Les terrasses mantenen una estructura independent a la general per un sistema de juntes elàstiques.